# نبویشا کروپنیکوویچ
نبویشا کروپنیکوویچ (انگلیسی: Nebojša Krupniković؛ زادهٔ ۱۵ اوت ۱۹۷۳) بازیکن فوتبال اهل صربستان بود.
از باشگاه‌هایی که در آن بازی کرده‌است می‌توان به باشگاه فوتبال گامبا اوساکا، باشگاه فوتبال باستیا، باشگاه ورزشی هانوفر ۹۶، باشگاه فوتبال پادربورن، باشگاه فوتبال پانیونیوس، باشگاه فوتبال استاندارد لیژ، باشگاه فوتبال بئوگراد، باشگاه فوتبال آرمینیا بیله‌فلد، باشگاه فوتبال ستاره سرخ بلگراد، باشگاه فوتبال کمنیتس، و باشگاه فوتبال جف یونایتد چیبا اشاره کرد.